# Langton by Spilsby
Langton by Spilsby lub Langton by Partney – wieś i civil parish w Anglii, w Lincolnshire, w dystrykcie East Lindsey. W 2001 civil parish liczyła 65 mieszkańców. Langton by Spilsby jest wspomniana w Domesday Book (1086) jako Langetune.